# 松嶋健太
松嶋 健太 （まつしま けんた、1987年10月14日 - ）は、日本の俳優。
京都府舞鶴市出身。株式会社ディーツーエフ所属。

## 略歴
京都府舞鶴市生まれ。私立福知山成美高等学校を経て、立命館大学文学部人文学科卒業。専攻は中国文学。英語、中国語が話せる。
2016年まで、東映京都撮影所、松竹撮影所にて時代劇を中心に活動。

## 出演

### テレビドラマ
- 伝七捕物帳 第1話 (2016年5月13日、NHKBSプレミアム) - 髪結い 役
- サチのお寺ごはん 第1話 (2017年7月18日、メ〜テレ/テレビ神奈川/チバテレビ/KBS京都/サンテレビ/長野放送/BS12) - 店員 役
- フリンジマン〜愛人の作り方教えます〜 第3話 (2017年10月22日、テレビ東京) - レストラン店員 役
- 監査役 野崎修平 第5話・第6話 (2018年2月11日・18日、WOWOW) - 総会屋 役
- 相棒season (テレビ朝日)
  - 相棒season16 第17話 (2018年2月21日) - 警官 役
  - 相棒season18 第3話 (2019年10月23日) - 所轄捜査員 役
  - 相棒season19 第3話 (2020年10月28日) - 詐欺グループの男 役
  - 相棒season20 第17話 (2022年3月2日) - 菓子屋従業員 役
  - 相棒season21 第5話 (2022年11月9日) - 爆弾処理班隊長 役
- 恋のツキ 第2話 (2018年8月3日、テレビ東京) - サラリーマン 役
- ブラインドスポット タトゥーの女 season4 第1話 (2018年10月12日、NBC) - バーテンダー 役
- 新しい王様 (TBS)
  - season1 (2019年1月8日 - 17日) - 報道部デスク 役
  - season2 (2019年2月19日 - 4月16日) - 報道部デスク 役
- 盗まれた顔〜ミアタリ捜査班〜 第2話・第3話・第5話 (2019年1月12日・19日・2月2日、WOWOW) - 中国人マフィア 役
- 頭取 野崎修平 第1話・第2話・第5話 (2019年1月19日・26日・2月16日、WOWOW) - 倉田翔太郎 役
- やすらぎの刻〜道 第94話・第95話 (2019年8月15日・16日、テレビ朝日) - マネージャー 役
- Wの悲劇 (2019年11月23日、NHKBSプレミアム) - 洋食屋のウエイター 役
- 僕はまだ君を愛さないことができる 第15話 (2019年12月2日、フジテレビ) - レストラン店員 役
- 大河ドラマ (NHK総合)
  - 麒麟がくる 第4話 (2020年2月9日) - 織田家家臣 役
  - べらぼう〜蔦重栄華乃夢噺〜 (2025年1月5日ｰ) - 吉原大門 四郎兵衛会所の番人 役
- おしゃ家ソムリエおしゃ子! 第4話 (2020年8月6日、テレビ東京) - 劇団員 四田 役
- 女子グルメバーガー部 第5話 (2020年8月8日、テレビ東京) - 革ジャンの男 役
- 荒ぶる季節の乙女どもよ。 第1話 (2020年9月9日、毎日放送) - AV男優 役
- アノニマス〜警視庁“指殺人”対策室〜 第8話 (2021年3月15日、テレビ東京) - 東都通信 合田記者 役
- エージェントファミリー〜我が家の特殊任務〜 (2021年3月21日、関西テレビ) - 津川タケシ 役
- お茶にごす。 第4話 (2021年10月29日、テレビ東京) - 北沼 兄 役
- だから殺せなかった (2022年1月9日 - 2月6日、WOWOW) - 川井俊作 役
- ドクター・ホワイト 第9話・第10話 (2022年3月14日・21日、関西テレビ) - 刑事 古川 役
- 寂しい丘で狩りをする 第6話 (2022年5月28日、テレビ東京) - 医師 役
- 六本木クラス 第3話 (2022年7月21日、テレビ朝日) - 組員 役
- 連続テレビ小説 ちむどんどん 第83話 (2022年8月3日、NHK総合) - チンピラ 役
- 超人間要塞 ヒロシ戦記 第3話 (2023年2月15日、NHK総合) - 酔っ払い 役
- フィクサー (テレビドラマ) season2 第1話 (2023年7月9日、WOWOW) - 刑事 役
- ミワさんなりすます 第14話 (2023年11月7日、NHK総合) - 週刊誌の男 役
- 大奥 season2「幕末編」 第19話 (2023年11月28日、NHK総合) - 官人 役
- 正直不動産2 第2話 (2024年1月16日、NHK総合) - レストラン店員 役
- ジャンヌの裁き 第6話 (2024年2月16日、テレビ東京) - 轟木駿 役
- I am...23歳たち「KOKORO」 (2024年1月26日、FOD / 3月4日、フジテレビ) - 二階堂 役
- GTOリバイバル (2024年4月1日、関西テレビ) - 高級車の男 役
- TOKYO VICE Season2 (2024年4月6日ｰ、WOWOW/HBO) ｰ オノデラ(Onodera) 役
- おいち不思議がたり第3話・第4話 (2024年9月15日・22日、NHK BS・NHK BSプレミアム4K) - 与造 役
- ドラマW ゴールデンカムイ -北海道刺青囚人争奪編- 第1話・第6話 (2024年10月6日・11月10日、WOWOW) - 前山一夫 役
- 東京サラダボウル-国際捜査事件簿- 第8話 (2025年2月25日、NHK総合) - 上麻布署刑事 役
- TOKAGE 警視庁特殊犯捜査係 (2025年6月30日、テレビ東京) - 藤山 役

### 配信ドラマ
- うつヌケ 第3話 (2018年9月29日、hulu) - コンちゃん 役
- Giri/Haji (2020年、BBC/Netflix) - 福原組組員 役
- 呪怨:呪いの家 第6話 (2020年7月3日、Netflixオリジナルドラマ) - 引越業者 役
- 覆面D 第2話・第6話 (2022年10月16日・11月12日、ABEMA) - 後藤真輔 役
- ワンダーハッチ-空飛ぶ竜の島- (2023年12月20日、Disney+ Star) - 遊人権リーダー 役
- 龍が如く〜Beyond the Game〜 第1話 (2024年10月25日、Amazon Prime Video) - 由美の運転手 役

### 映画
- 破門 ふたりのヤクビョーガミ (2017年1月28日、松竹) - 中国人カップル 役
- マンハント (2017年の映画) (2018年2月9日日本公開、ギャガ) - 黒スーツの男 役
- HiGH&LOW THE WORST (2019年10月4日、松竹) - 鬼邪高校定時制生徒 役
- ばるぼら (2020年11月20日、イオンエンターテイメント) - 式場スタッフ 役
- 哀愁しんでれら (2021年2月5日、クロックワークス) - 警察官 関 役
- 東京リベンジャーズ (2021年7月9日、ワーナー・ブラザース) - 東京卍會幹部 役
- 昨日より赤く明日より青く-CINEMA FIGHTERS project- 「BLUE BIRD」 (2021年11月26日、LDH) - 三頭会組員 役
- OUT (2023年11月17日、KADOKAWA) - 焼肉屋の客 役
- あの花が咲く丘で、君とまた出会えたら。 (2023年12月8日、松竹) - 特攻隊員 役[1][2]
- ゴールデンカムイ (2024年1月19日、東宝) - 前山一夫 役
- シティーハンター（2024年4月25日、Netflix） - 黒服の男 役

### 舞台
- 新宿梁山泊 第72回公演 下谷万年町物語 (2022年6月12日 - 25日、花園神社境内 特設紫テント) - 関子 役
- 恭しき娼婦 (2022年9月20日、ポーランド グダニスク シェイクスピア劇場) - 主演・フレッド 役[3]

### CM
- アイフル 「隠し味編」 (2017年)
- SHARP AQUOS R2「ドラマティック編」 (2018年)
- ジャパネット 「今を生きる楽しさを！理念編」 (2019年)
- OBC 「奉行クラウド」 (2021年)
- U-NEXT (2022年)
- ペルノ・リカール・ジャパン THE GLENLIVET「THE 初対面」 (2024年)

### ミュージックビデオ
- あいみょん 「初恋が泣いている」 (2022年6月8日)

### オリジナルムービー
- BRUTUSオリジナルムービー「【大人になっても学びたい！】リスキリングで身につく、10のビジネススキル」 (2023年10月2日) - 焼肉屋店員 役

### ラジオ
- 青春アドベンチャー 「嘘か真か」 (2021年5月3日 - 7日、NHK-FM) - 刑事 役[4]